# Hadad

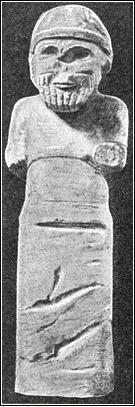
Statuetta di Hadad

Hadad è una divinità degli Aramei (o Siri). Dio del fulmine e delle tempeste, da questa sua caratteristica gli viene l'appellativo il tonante.
Nelle tavolette trovate a Ugarit (specie quelle del Ciclo di Baal) il nome hd (in genere vocalizzato come Haddu) s'incontra "normalizzato" come Hadad. Hadad è nella maggior parte dei casi chiamato col titolo di b‘l (in genere vocalizzato come Ba‘l), cioè 'Signore', oppure ‘lyn (‘Aliyan), che suggerisce il concetto dell'"essere alto", "supremo" (si veda in contesto antico israelitico il termine 'Elyon' o 'El', come pure ’l-h in ambito arabo preislamico).
Invocato e venerato per la sua capacità di apportare piogge benefiche, per questo definito come irrigatore del cielo e della terra. Viene rappresentato armato di fulmine e ritto sopra un toro. Definito anche signore dell'abbondanza, aveva un tempio ad Halab.

## Corrispondenze
Corrisponde al dio Adad nella mitologia mesopotamica. È associato e identificato con Baal (ba'lu), e equiparato a Teshub.